# Тасєєва
Тасє́єва (рос. Тасе́ева) — річка в Красноярському краї Росії, ліва притока Ангари.
Довжина — 116 км, а від витоку Уди/Чуни — 1319 км. Площа басейну — 128 000 км².
Утворюється злиттям річок Бірюси та Уди/Чуни, що беруть початок у Східному Саяні, в межах Іркутської області.
Живлення — мішане, головним чином снігове і дощове.
Тасєєва замерзає на початку листопада, скресає на початку травня.
У пониззі річка є судноплавною.

## Джерело
- Українська радянська енциклопедія : у 12 т. / гол. ред. М. П. Бажан ; редкол.: О. К. Антонов та ін. — 2-ге вид. — К. : Головна редакція УРЕ, 1974–1985.., Том 11. кн.1., К., 1984, стор. 147

| Росія | Це незавершена стаття з географії Росії. Ви можете допомогти проєкту, виправивши або дописавши її. |

1. ↑  GEOnet Names Server — 2018.